# Наркисс (апостол от 70)
Нарки́сс (или Нарцисс) — апостол от семидесяти, проповедовал в Афинах.
Память совершается в Православной церкви 31 октября (13 ноября) вместе с апостолами Стахием, Амплием, Апеллием, Урваном и Аристовулом, а также 4 января (17 января) в день Собора апостолов от семидесяти, в Католической церкви — 31 октября.

## Житие
Упоминается в Послании апостола Павла к Римлянам: «Приветствуйте из домашних Наркисса тех, которые в Господе» (Рим. 16:11). Есть точка зрения, что Наркисс был известный любимец императора Нерона, вольноотпущенник, который, благодаря своему патрону, имел много рабов, среди которых были и христиане, которым апостол Павел посылает своё приветствие.
Если отвергнуть предположение о тождестве этого Наркисса с придворным императора Нерона, то Наркисс, приветствуемый апостолом Павлом, по греческим минеям («Синаксарь Никодима») был поставлен Павлом во епископы в Афины. При этом апостол Андрей также своего спутника именем Наркисс поставил во епископы в Патрах (или Афинах), тоже произошло и с учеником апостола Филиппа с аналогичным именем. Таким образом, все три апостола Андрей, Филипп и Павел поставляют во епископа Наркисса и в одно и то же место: очевидно, что эти три Наркисса являются одним и тем же лицом.

В православной службе святых апостолов, совершаемой 4 (17) января имя Наркисса упоминается восемь раз. Он именуется «божественным и всеблаженным учеником Христа, проповедником Пресвятой Троицы, просвещающим сущих во тьме, Христовым апостолом» и прочее. При этом в 6-й песне канона про Наркисса сказано следующим образом: 
Милости водителя Бога проповедал еси, и лести свободил еси, божественный Наркисс, душы благочестивых, великий быв Афинян председатель и насадитель садов красных, богоблаженне.
 Таким образом, ещё раз находит подтверждение его епископство в Афинах.